# Хант, Джонатан
Джонатан Хант (англ. Jonathan Hunt; 2 декабря 1938, Лоуэр-Хатт, Веллингтон — 8 марта 2024) — новозеландский политик и дипломат, был спикером Палаты представителей, занимал посты министров в Правительстве Новой Зеландии, а также пост Верховного комиссара Новой Зеландии в Великобритании, обладатель Ордена Новой Зеландии.
Умер 8 марта 2024 года в возрасте 85 лет.